# Mord in Kehrsatz
Als Mord in Kehrsatz wurde einer der aufsehenerregendsten Fälle der Schweizer Strafjustiz-Geschichte bekannt. Dabei ging es um den Mord an einer 24-jährigen Frau, die höchstwahrscheinlich am 26. oder 27. Juli 1985 getötet und in der Tiefkühltruhe ihres Hauses in Kehrsatz im Kanton Bern deponiert wurde. Ihr Mann, der damals 27-jährige Bruno Z., wurde verhaftet und nach einem von vielen Zeugen als einseitig empfundenen Prozess 1987 zu einer lebenslänglichen Zuchthausstrafe verurteilt, aber in einem Revisionsverfahren mit sehr grossem medialem Interesse 1993 in dubio pro reo freigesprochen. Der Mord ist bis heute ungeklärt. Der nachfolgende Justizfall hatte direkte Auswirkungen auf die Schweizer Justiz und die Medien.

## Der Mord
Die 24-jährige Schneiderin Christine Z. lebte mit ihrem 27-jährigen Mann Bruno nach der Heirat 1983 in einem Einfamilienhaus in Kehrsatz, gleich oberhalb dem ihrer Adoptiveltern. Es galt als bekannt, dass die Schwiegereltern mit dem gelernten Sanitärzeichner Mühe hatten. Dieser hatte nebenbei noch eine heimliche Beziehung zu einer Tochter wohlhabender Eltern des Dorfes und wollte sich von seiner Frau scheiden lassen. Laut einem – allerdings umstrittenen – gerichtsmedizinischen Gutachten wurde die Frau in der Nacht von Freitag, dem 26. Juli, auf Samstag, den 27. Juli 1985, erschlagen, entkleidet, gefesselt und mit einem Kehrichtsack über dem Kopf in die Tiefkühltruhe im Keller gelegt. Blutspuren fanden sich an der Waschmaschine und im Ehebett.
Am 1. August, dem Schweizer Bundesfeiertag, fand die Mutter von Christine Z. die Leiche ihrer seit Tagen vermissten Tochter in der Kühltruhe des Hauses, als sich Bruno Z. ausser Haus befand. Er wurde noch am selben Abend auf einer Grillparty bei den Eltern seiner Geliebten verhaftet, wobei er den Mofa-Ausweis seiner Frau bei sich trug.

## Der erste Prozess
Erst im Herbst 1987, also mehr als zwei Jahre nach der Tat, wurde Bruno Z. vor dem Geschworenengericht Bern-Mittelland der Prozess gemacht. Er hatte stets mit grosser Vehemenz und Überzeugungskraft seine Unschuld beteuert. Laut seiner Version hatte seine Frau am Morgen des 27. Juli noch gelebt. Sie habe am Abend zuvor einen Toast Hawaii gegessen und sei dann gemeinsam mit ihm schlafen gegangen. Am Samstagmorgen sei sie mit dem Mofa nach Bern gefahren, um Einkäufe für bevorstehende Segelferien mit ihrem Mann zu tätigen. Eine Zeugin war sich sicher, sie auf dem Mofa gesehen zu haben. Das Mofa wurde an der Bahnhaltestelle in Wabern gefunden. Im Café Feller, wo sie sich angeblich mit ihrem Mann treffen wollte, war sie aber nie angekommen. Allerdings war laut Zeugen auch ihr Mann nie dort gesehen worden. Die Zürcher Anwältin Trix Ebeling behauptete überdies in einem Jahre später erschienenen Buch, dass die Blaue Zone, in der Bruno Z. parkiert haben wollte, damals gar nicht existierte und er zu dem Zeitpunkt, als er angeblich die Parkscheibe einstellte, sich nachweislich an einer Tankstelle in Kehrsatz befand.
Die Anklage warf Bruno Z. vor, seine Frau in der Nacht auf den 27. Juli in ihrem Bett mit einem Hammer oder einem ähnlichen Gegenstand (die Tatwaffe wurde nie gefunden) erschlagen, der Leiche einen Kehrichtsack übergestülpt und sie gefesselt in der Tiefkühltruhe des Hauses deponiert zu haben. Danach habe er die Blutspuren beseitigt. Das deckte sich auch mit den Aussagen der Eltern der Getöteten, wonach Bruno Z. am 27. Juli bei der Reinigung des Kellers gesehen wurde, sowie mit den Blutspuren auf der Matratze des gemeinsamen Ehebettes und an der Waschmaschine. Als Tatmotiv sah die Anklage, dass Bruno Z. mit seiner Geliebten zusammenziehen, aber aus finanziellen Gründen keine Scheidung auf sich zukommen lassen wollte. Auch war er Begünstigter einer Lebensversicherung seiner Frau.
Für heftige Diskussionen sorgten zwei Gutachten des Gerichtlich-medizinischen Instituts Bern. In einem ersten war im Magen der Frau nichts gefunden worden. Als ein zweites mit der Frage in Auftrag gegeben wurde, ob Spuren von einem Toast Hawaii nachgewiesen werden könnten, fand man tatsächlich Rückstände von Birnen, Proteinen und Getreide. Das Gutachten wurde später von vielen Seiten kritisiert. Vor allem der Weltwoche-Journalist Hanspeter Born, der sich des Falles angenommen hatte, äusserte nach dem Prozess mehrmals öffentlich die Meinung, das Gutachten sei willentlich gefälscht worden, um den Todeszeitpunkt von Christine Z. mit Bestimmtheit auf die Nacht des 26. Juli (in der praktisch nur Bruno Z. als Täter in Frage kam) festlegen zu können.
Am 4. Dezember 1987 wurde der mittlerweile 29-jährige Bruno Z. des Mordes an seiner Frau für schuldig befunden und zu einer lebenslänglichen Zuchthausstrafe verurteilt. Er wurde in die Strafanstalt Thorberg überführt.
In den Medien hatten Verhandlung und Urteil nur lokale Beachtung erfahren.

### Nach dem Prozess
Nach dem Prozess richteten vier Geschworene eine Beschwerde über den Prozessverlauf an die Justizkommission des Grossen Rats – ein höchst ungewöhnlicher Vorgang –, weil sie über Fakten, die für den Schuldspruch wesentlich waren, von Gericht und Anklagevertretung in die Irre geführt worden seien. Die Beschwerde wurde am 22. Juni 1988 abgewiesen.
Erneutes Aufsehen erregte der Fall, als der Journalist Hanspeter Born 1988/89 in der Weltwoche unter dem Titel «Ein klarer Fall» eine 16-teilige Artikelserie über den Mordfall veröffentlichte, in der er die Schuld des Verurteilten erheblich anzweifelte, auf vermeintliche oder tatsächliche Ermittlungsfehler der Polizei hinwies und schwere Vorwürfe gegen die Berner Justiz erhob. Von Beginn an sei ausschliesslich gegen den Ehemann als angeblich einzigen infrage kommenden Täter ermittelt worden, andere – zumindest theoretisch denkbare – Tat- und Tätervarianten seien ohne ausreichende Abklärungen von vornherein ausgeschlossen worden. Zeugenaussagen, die dem angenommenen Tathergang widersprachen, seien verfälscht oder unterdrückt und die Zeugen unter Druck gesetzt worden.
Born veröffentlichte das Buch Mord in Kehrsatz, basierend auf der Weltwoche-Artikelserie, und ein Jahr später Unfall in Kehrsatz, in dem er den Eltern des Opfers vorwarf, selbst ihre Tochter getötet, falsche Spuren gelegt und die Auffindung der Leiche in der Tiefkühltruhe «inszeniert» zu haben. Die Verbreitung dieses zweiten Buchs wurde nach einer Klage der Eltern der Getöteten verboten, und Born sollte später einräumen, dabei journalistische Grundsätze ausser Acht gelassen zu haben. Seine Kritik an den polizeilichen Ermittlungen hielt er jedoch aufrecht.
Der Fall wurde in vielen Medien nochmals neu aufbereitet, und weite Teile der Bevölkerung ergriffen Partei für den Verurteilten Z. Unter ihnen war auch der damalige Gefängnisdirektor von Thorberg, der dem eigentlich durchschnittlich wirkenden, aber allgemein als charismatisch beschriebenen Mann viele Privilegien zugestand. Ein Verein «Fairness im Fall Z.», mitgegründet von einer der vier beschwerdeführenden Geschworenen, setzte sich für ein neues Verfahren ein.
Nachdem eine staatsrechtliche Beschwerde des Verurteilten gegen das Geschworenenurteil vom Bundesgericht am 19. Juli 1989 noch abgelehnt worden war, hiess der Berner Kassationshof am 15. April 1991 aufgrund der von den Anwälten des Verurteilten dargelegten Mängel des gerichtsmedizinischen Gutachtens dessen Revisionsgesuch gut und hob das Urteil auf. Bruno Z. kam nach 2086 Tagen Haft am 17. April 1991 frei. Kritiker sahen die Freilassung vor allem durch den immensen Druck der Öffentlichkeit zustande gekommen.

## Der zweite Prozess
Der Revisionsprozess fand ab 14. April 1993 unter massivem öffentlichen Interesse statt. Die Medien, unter anderem die Boulevardzeitung Blick, nahmen mehrheitlich Partei für den Angeklagten, die Bevölkerung schien in der Frage Schuld oder Unschuld gespalten.
Diesmal wurden 76 Zeugen gehört, fünf Gutachten herangezogen und unter anderem auch die Vorwürfe, die Hanspeter Born in seinem Buch erhoben hatte, aufgegriffen. Zudem sah sich das Gericht mit einer Reihe von grossteils anonymen Drohungen, Zuschriften und Hinweisen konfrontiert, in welchen des Öfteren eine Schuld der Eltern der Ermordeten suggeriert wurde, die aber bei genauerer Betrachtung jeder Substanz entbehrten. In den Zeugenaussagen und Gutachten kam sowohl Be- als auch Entlastendes für den Angeklagten zutage, manches blieb – nicht zuletzt auch ob der verstrichenen Zeit – unklar und nebulös. Umstritten war etwa, wie es zu bewerten war, dass der Angeklagte bei seiner Verhaftung – mehrere Tage nach dem Verschwinden seiner Frau – ihren Mofa-Ausweis bei sich trug. Auch waren bei einer erneuten Durchsuchung des Hauses nach dem Auffinden der Leiche im Schlafzimmer Reste der zur Fesselung verwendeten Schnüre gefunden worden, die bei einer früheren Durchsuchung nach der Vermisstenmeldung nicht entdeckt worden waren. Diese Schnur-Reste schienen auf den ersten Blick den Angeklagten zu belasten, warfen aber auch die Frage auf, ob sie dem Angeklagten womöglich untergeschoben wurden, oder aber warum er – wenn er der Täter war – diese belastenden Gegenstände nicht ebenso wie die Tatwaffe, die Kleidung des Opfers oder den Inhalt der Tiefkühltruhe hatte verschwinden lassen, wofür er mehrere Tage Zeit gehabt hätte. Alles in allem konnten keine wirklich neuen Erkenntnisse gewonnen werden.
Am 29. Mai 1993 wurde Z. von den Geschworenen nach 42-stündiger Beratung freigesprochen. Das Gericht stellte fest, dass zwar eine Täterschaft der Eltern ausgeschlossen werden könne und die Täterschaft eines Dritten unwahrscheinlich sei, aber dennoch «begründete, nicht zu unterdrückende» Zweifel an der Schuld des Angeklagten bestünden. Ihm wurden 412'000 Franken Haftentschädigung zugesprochen. In der Urteilsbegründung wurde festgehalten, dass der Angeklagte zwar durch eine Reihe von Indizien «mehrfach erheblich belastet» werde, jedoch nicht in derart eindeutiger Weise, wie dies für einen Schuldspruch notwendig gewesen wäre. Insbesondere sei es nicht gelungen, die zentralen Fragen nach Tatwaffe, Tatort, Tatzeitpunkt, Tathergang und Tatmotiv zweifelsfrei zu beantworten. «Alle wussten alles, aber niemand die Wahrheit», stellte der Gerichtspräsident fest. Und: «Der Staat muss die Schuld des Angeklagten beweisen, nicht der Angeklagte seine Unschuld.»
In den meisten Medienberichten wurde das Urteil zwar begrüsst, zum Teil aber als «Freispruch 2. Klasse» aufgefasst. Im Spiegel kritisierte Gisela Friedrichsen das Verhalten der Bruno-Z.-Unterstützer, die in der Art einer «verschworenen Gemeinschaft» Druck auf das Verfahren ausgeübt hätten. Hanspeter Born stiess sich in der Weltwoche an der Urteilsbegründung, die die verbliebenen Verdachtsmomente gegen Bruno Z. zu sehr betont habe. Auch fand er es befremdlich, dass das Gericht neu entdeckten und nicht vom Angeklagten stammenden DNA-Spuren an Resten der zur Fesselung der Leiche verwendeten Schnüre nicht nachgegangen war und diese nicht mit der DNA anderer «Tatortberechtigter» abgeglichen hatte.

## Der nicht zustande gekommene dritte Prozess
Die Zürcher Anwältin Trix Ebeling, die sich für den Fall zu interessieren begonnen hatte, spürte nach dem Revisionsprozess Z.s schon lange verkauften 84er VW Golf auf und erwarb ihn. Sie stellte fest, dass der Radmutternschlüssel ersetzt worden war und nicht der Originalausstattung des Fahrzeugs entsprach. Eine gerichtsmedizinische Untersuchung ergab, dass ein modelltypischer Original-Radmutternschlüssel als Tatwaffe infrage kam. Die Tat lag allerdings mittlerweile acht Jahre zurück, in denen sich das Fahrzeug nicht mehr im Besitz von Z. befand. Bei der kriminaltechnischen Untersuchung des Fahrzeugs nach dem Auffinden der Leiche war ein Austausch des Radmutternschlüssel nicht festgestellt worden – ein solcher Hinweis auf eine mögliche Tatwaffe wäre sicher weiterverfolgt und als Indiz gegen den Angeklagten vorgebracht worden. Es ist allerdings nicht bekannt, ob bei der Untersuchung auf solche Details überhaupt geachtet wurde und inwieweit daher aus dem damals nicht festgestellten Austausch geschlossen werden kann, dass das originale Werkzeug zu diesem Zeitpunkt noch vorhanden war. Staatsanwalt Heinz W. Mathys stellte jedenfalls 1996 einen Antrag auf ein erneutes Verfahren, wofür er vor allem vom Blick massiv kritisiert wurde. Der Berner Kassationshof sah die neue Beweislage als unzureichend an und wies den Antrag ab.
Auch der Versuch, den Prozess über ein Nebenverfahren neu aufzurollen, scheiterte. Darin ging es um die Aussage einer Zeugin im zweiten Verfahren, die behauptet hatte, ein Sattler aus Kehrsatz habe ihr kurz nach dem Auffinden der Leiche im August 1985 erzählt, Z. habe sich am 27. Juli bei ihm erkundigt, «wie man Blutflecken aus einer Matratze entfernen» könne, was aber sowohl vom Sattler als auch von Z. bestritten wurde.
1998 wurde der Fall juristisch endgültig ad acta gelegt.

## Auswirkungen
Der Mord in Kehrsatz brachte der Schweiz ermittlungstechnische Fortschritte und justizielle Umstrukturierungen. Massiv kritisiert wurde der Einsatz von Geschworenengerichten, die im Kanton Bern daraufhin abgeschafft wurden. Auf der anderen Seite wurden der immense Einfluss der Medien auf die Justiz und die Einmischung in die Ermittlungsarbeit kritisiert. Aber auch die Justiz selbst geriet unter Beschuss. Der Leiter des gerichtlich-medizinischen Instituts (GMI) Bern musste zurücktreten. Für die Bestimmung der Tatwaffe wurde ein neues Computerprogramm entwickelt, um den Radmutternschlüssel virtuell an die Wunde legen zu können.
In der Rechtswissenschaft wurde die Frage diskutiert, ob es für eine Verurteilung ausreichend sei, dass andere Personen mit an Sicherheit grenzender Wahrscheinlichkeit als Täter ausgeschlossen werden können, auch wenn es keine direkten Beweise für die Täterschaft eines Angeklagten gibt. Kritisiert wurde auch die Verurteilung wegen Mordes und nicht eines weniger schweren Tötungsdelikts. Selbst wenn man durch ein Ausschlussverfahren zur Überzeugung gelangt war, der Angeklagte sei der einzig mögliche Täter, seien Tatmotiv und Tathergang letztlich nicht ausreichend geklärt gewesen, um die qualifizierenden Mordmerkmale als bewiesen ansehen zu können.
Bruno Z. heiratete nach seiner Freilassung seine Geliebte und machte sich beruflich selbständig. Die Eltern von Christine Z. sind mittlerweile verstorben, ebenso Trix Ebeling.
Die 2006 vom Schweizer Fernsehen ausgestrahlte Dokumentation Mord in Kehrsatz über den Fall machte deutlich, dass auch mehr als 20 Jahre nach dem Verbrechen die Ansichten über Bruno Z.s Schuld oder Unschuld stark auseinandergingen; ein Strafrechtsprofessor nannte das Urteil einen «juristischen Grenzfall».
Der Fall ging in die Schweizer Populärkultur ein, etwa mit dem Song «Radmueterschlüssu» der «Kummerbuben» (2015), oder mit dem Kinofilm «Tage des Zweifels» von Bernhard Giger (1991), dessen Handlung auf dem Fall basiert. 2025, 40 Jahre nach dem Mord, riefen der Autor Matto Kämpf und der Journalist Urs Gilgen den Fall mit einer Veranstaltungsreihe erneut in Erinnerung.

## Werke über den Mordfall

### Sachbücher
- Hanspeter Born: Mord in Kehrsatz. Wie aus einer Familientragödie ein Justizskandal wurde. Weltwoche-ABC, Zürich 1989, ISBN 3-85504-119-9.
- Hanspeter Born: Unfall in Kehrsatz. Eine Hypothese. Weltwoche-ABC, Zürich 1990, ISBN 3-85504-125-3.
- Peter Maurer u. a.: Der galoppierende Kehrichtsack. Dichtung und Wahrheiten im Fall Z. Fischer, Münsingen 1993, ISBN 3-85681-303-9.
- Trix Ebeling Stanek: Das Ende der Tage des Zweifels. Bollmann, Zürich 1993, ISBN 3-9520544-3-7.

### Romanbearbeitung
- Peter Beutler: Kehrsatz. Emons Verlag, Köln 2016, ISBN 978-3-95451-967-5.

### Filme
- 1991 Tage des Zweifels.
- 1994 Ein klarer Fall.
- 2006 Mord in Kehrsatz. In: Ungelöste Kriminalfälle. SRF 1.
- 2017 Die Leiche in der Tiefkühltruhe – wer tötete Christine Z.? In: Die spektakulärsten Kriminalfälle – Dem Verbrechen auf der Spur, Kabel eins.